# کریس اولیورو
کریس اولیورو (انگلیسی: Chris Olivero؛ زادهٔ ۱۵ اکتبر ۱۹۸۴) بازیگر اهل ایالات متحده آمریکا است.
از فیلم‌ها یا برنامه‌های تلویزیونی که وی در آن نقش داشته‌است می‌توان به ان‌سی‌آی‌اس، ان‌سی‌آی‌اس: لس آنجلس، و کایل ایکس‌وای اشاره کرد.